# Александровка (Кемеровский район)
Алекса́ндровка — деревня в Кемеровском районе Кемеровской области. Входит в состав Елыкаевского сельского поселения.

## География
Центральная часть населённого пункта расположена на высоте 184 м над уровнем моря.

## Население
| 2010 |
| ---- |
| 3    |

### Половой состав
По данным Всероссийской переписи населения 2010 года, в деревне Александровка проживало 3 человека (1 мужчина, 2 женщины).